# Birgitta Thaysen
Birgitta Thaysen (* 1962 in Gelsenkirchen) ist eine deutsche Fotokünstlerin, die in Düsseldorf lebt und arbeitet.

## Leben
1985 nahm Birgitta Thaysen ein Fotografiestudium an der Kunstakademie Düsseldorf bei Bernd und Hilla Becher auf und studierte anschließend bei Nan Hoover Video, Malerei und Performance.
Seit 1992 arbeitet sie als freie Fotografin und Medienkünstlerin. Ihre Arbeiten wurden in zahlreichen nationalen und internationalen Einzel- und Gruppenausstellungen gezeigt.
Mit der Künstlerkollegin Katharina Mayer gründete Thaysen 2000 die Schule für künstlerische Fotografie Düsseldorf.

## Themen und Projekte
1993 setzte sich Thaysen im niederrheinischen Hamminkeln erstmals intensiv mit der Landschaftsfotografie auseinander, wobei ihr ein einjähriges Stipendium, gefördert durch das Kulturministerium in Nordrhein-Westfalen, zugutekam. Drei Jahre später, 1996, entstand ihre Bilddokumentation über die Vulkaninsel Stromboli, die von Menschen und dem Vulkan auf der Insel Stromboli erzählt, die in einem extremen Naturraum nördlich von Sizilien liegt, abgeschnitten von den Nachbarinseln. Seit 1997 hat die Künstlerin an verschiedenen Weiterbildungseinrichtungen eine fotografische Lehrtätigkeit aufgenommen. Seit 1999 ist Thaysen daran beteiligt, einen stetig wachsenden Wolkenatlas, der mit Unterstützung des Deutschen Wetterdienstes Offenbach entsteht und die Wolkenformationen analysiert, mit Fotografien rund um die wissenschaftliche Dimension zu ergänzen. So liefert sie zu jeder Wolkenkonstellation eine wissenschaftliche Interpretation und atmosphärische Deutung, die dem Bild als Titel dient.
Im Jahr 2000 gründete Thaysen zusammen mit Katharina Mayer in Düsseldorf die „Schule für künstlerische Fotografie“. In ihren Kursen werden fotografisches Sehen und die Entwicklung einer eigenen Bildsprache gefördert. Die Fotoserie „My Memory“ wurde 2001 von Thaysen ins Leben gerufen, darin geht es um die Mechanismen der visuellen Erinnerung und die Tatsache, dass das Sehen und Erkennen in jeglicher Form an das eigene Bewusstsein gekoppelt ist. Die Videoinstallation „Se ma yesh“ entstand 2002 in Verbindung mit einem Arbeitsstipendium des Kulturamtes Düsseldorf. Thaysen war 2002 im Rahmen eines deutsch-israelischen Austauschprojektes im Künstlerdorf En Hod in Israel. Ihrer Videoinstallation, in der sie sich mit dem jiddischen Sprichwort und der Landschaft des Karmelgebirges auseinandersetzt, liegt das gleichnamige jiddische Sprichwort zugrunde. In den präsentierten Landschaften steht der Weg im Vordergrund. Ab 2003 widmete sich Thaysen vornehmlich dem Thema „Metamorphosen“, worüber Arbeiten mit Film und Video entstanden sind. Daraus gingen beispielsweise Filme wie Tulip (2003), Looking for Inspiration (2006), Wolkenheim (2007) und „Namibia-Silent & Spaciously“ (2009) hervor.
Seit 2006 nimmt Thaysen sich der Weiterentwicklung des Themas Films (laufende Bilder) in Rauminstallationen (begehbare Bilder) an. So realisierte sie 2006 in der internationalen Ausstellung DormArt (Kurator Jan Hoet, Dokumenta IX, Kassel) das Projekt Tulip Dreambox und 2008 in der Ausstellung Reflectiones in Boxmeer in den Niederlanden das Projekt Wolkenheim. Seit 2010 ist Thaysen wissenschaftliche Mitarbeiterin und Dozentin für Fotografie an der FH Krefeld und seit 2017 Mitglied der Deutschen Gesellschaft für Photographie (DGPh).

## Ausstellungen (Auswahl)

### Einzelausstellungen
- 1993: Schloss Ringenberg, Städtische Galerie Schloss Ringenberg
- 1994: Portrait and Landscape Suzanne Biederberg Gallery Amsterdam (Niederlande)
- 1996: Stromboli Casa Decorazione, Stromboli (Italien)
- 1997: SchauRaum Galerie, Düsseldorf
- 1999: SchauRaum Galerie, Düsseldorf
- 2002: Gastatelier En Hod/Haifa (Israel)
- 2003: Atelier am Eck, Galerie Kulturamt, Düsseldorf
- 2004: Wolkenbilder Deutsches Museum, München
- 2005: Stromboli Casa Decorazione Stromboli (I) videostills & Wolken über alles COR + interlübke by pesch Köln
- 2008: Reflectiones Culture department Wijerskapel Boxmeer (Niederlande)
- 2010: inner ocean fifty-fifty Galerie, Düsseldorf

### Gruppenausstellungen
- 1992: Kunstakademie Trondheim Norwegen
- 1994: Künstlerverein Malkasten Düsseldorf mit Nan Hoover Museum Kunstpalast Ehrenhof Düsseldorf
- 1997: Raum X Galerie Düsseldorf, Katalog
- 1998: Kulturforum Alte Post Neuss
- 1999: Raum X Galerie Düsseldorf, Katalog
  - Große Kunstausstellung NRW Düsseldorf, Katalog
- 2001: Galerie Rosenkranz Chemnitz, Katalog
  - Strictly Puplic Kurzfilm und Videofestival Düsseldorf
- 2003: entartet Museum Bunkerkirche Düsseldorf
  - Große Kunstausstellung NRW Düsseldorf, Katalog
  - Kulturforum Alte Post Neuss
- 2004: Signes der Nuit, Internationales Film Festival Paris (Frankreich)
- 2005: first decade, Museum of New Art (Mona), Detroit (USA)
  - Body in the blue NOISIVISION Breda (Niederlande) und Künstlerverein Malkasten, Düsseldorf
  - c/ountryclub internationales video-art festival, Städtisches Museum Abteiberg Mönchengladbach
  - Artpolitika (RU), video-art festival in Moskau, Kaliningrad und 14 weiteren Städten, DVD Katalog
- 2006: DormArt internationales Kunstprojekt zum Thema „Schlaf“ Dortmund, Katalog
- 2007: connected. jüdische Kulturtage. Altes Museum Mönchengladbach
- 2009: familia/inner ocean Kunstverein VirtuellVisuelle.V. Dorsten mit Katharina Mayer
- 2010: Große Kunstausstellung Kunstpalast Ehrenhof Düsseldorf

## Auszeichnungen (Auswahl)
- 1993: Ringenberg Stipendium
- 2001: Marianne Brandt-Preis für Fotografie. Ausstellung und Katalogbeteiligung
- 2002: Arbeitsstipendium des Kulturamtes Düsseldorf nach Israel
- 2018: Nominierung für den Kunstpreis „DA art award“ der Giordano-Bruno-Stiftung